# Yoshino (Nara)
Yoshino (吉野町?) è una cittadina giapponese della prefettura di Nara.